# Nelson Garcia
Nelson Garcia (Rolândia, 21 de setembro de 1958) é um político paranaense filiado ao PSDB.
Eleito deputado estadual pelo quinto mandato, foi Secretário de Estado do Trabalho, Emprego e Promoção Social do Estado do Paraná.